# Ueno-Zoo
Der Ueno-Zoo (japanisch 恩賜上野動物園, Onshi ueno dōbutsuen) ist ein Zoo im Ueno-Park (Tokioter Stadtbezirk Taitō, Stadtviertel Ueno), Japan.

## Übersicht

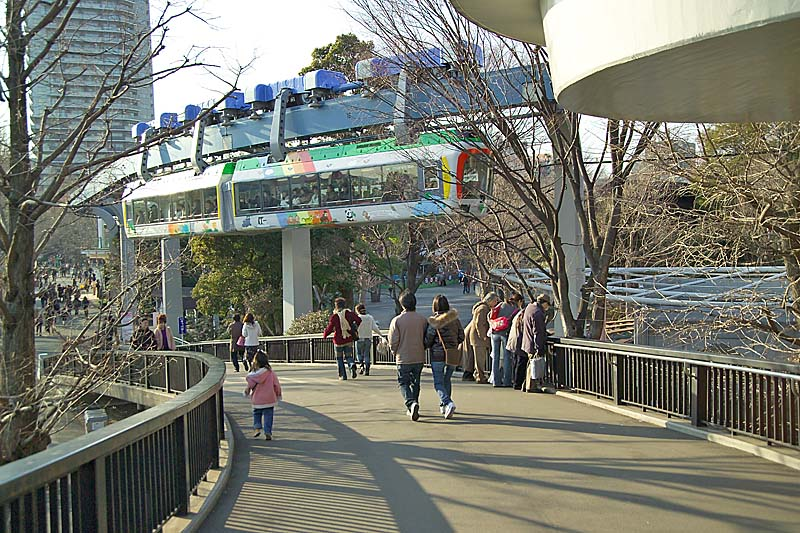
Monorail im Ueno-Zoo

Der Zoo wurde 1882 als Teil der Nationalen Museen von Ueno gegründet und ist damit der älteste Tierpark Japans. Nach der Meiji-Restauration 1868 entstand in Japan eine Nachfrage nach Museen und zoologischen Gärten. Tanaka Yoshio (1838–1916) u. a. begaben sich auf eine Studientour durch Europa und die USA und erwarben das nötige Wissen, um den Ueno-Zoo aufzubauen. Seit 1924 wird der Zoo von der Präfektur Tokio verwaltet. Zum Zoo in Ueno gehört der „Tōkyō Sea Life Park“ (葛西臨海水族園, Kasai-rinkai-suizoku-en) im Stadtteil Kasai.
Bekannt ist der Zoo vor allem für seine zwei Großen Pandas. Der Zoo ist durch eine in einem Einschnitt liegende Straße in zwei Teile geteilt, die mit einer Brücke verbunden sind. Bis Ende 2019 waren sie auch mit der Einschienenbahn Ueno-Zoo verbunden. Über 2600 Tiere repräsentieren 464 Tierarten.